# Notación orbifold
En geometría, la notación orbifold (o signatura orbifold) es un sistema, inventado por el matemático William Thurston y promovido por John Conway, ideado para representar tipos de grupos de simetría en espacios bidimensionales de curvatura constante. La ventaja de la notación es que describe estos grupos de una manera que indica muchas de sus propiedades. En particular, sigue el criterio de William Thurston al describir el orbifold obtenido al tomar el cociente del espacio euclídeo por el grupo en consideración.
Los grupos representables en esta notación incluyen los grupos de puntos en la esfera ({\displaystyle S^{2}}), los frisos y el grupo del papel pintado en el espacio bidimensional ({\displaystyle E^{2}}) y sus análogos en el plano hiperbólico ({\displaystyle H^{2}}).

## Definición de la notación
Los siguientes tipos de transformación euclídea pueden darse en un grupo descrito por la notación orbifold:
- Reflexión a través de una línea (o plano)
- Traslación por un vector
- Rotación de orden finito alrededor de un punto
- Rotación infinita alrededor de una línea en el espacio tridimensional
- Deslizamiento-reflexión, es decir, reflexión seguida de traslación

Se supone que todas las traslaciones posibles forman un subgrupo discreto de las simetrías de grupo que se describen.
Cada grupo se denota en notación orbifold mediante una cadena finita formada por los siguientes símbolos:
- Los números enteros positivos {\displaystyle 1,2,3,\dots }
- El símbolo infinito, {\displaystyle \infty }
- El asterisco, *
- El símbolo o (un círculo sólido en documentos más antiguos), que se denomina maravilla ("wonder") y también asa porque topológicamente representa una superficie cerrada análoga a un toro (con un asa). Los patrones se repiten según dos traslaciones.
- El símbolo {\displaystyle \times } (un círculo abierto en documentos más antiguos), que se denomina milagro ("miracle") y representa una banda de Möbius, donde topológicamente un patrón se repite como una imagen especular sin cruzar una línea especular.

Una cadena escrita en letra negrita representa un grupo de simetrías del espacio tridimensional euclídeo. Una cadena que no está escrita en negrita representa un grupo de simetrías del plano euclídeo, que se supone que contiene dos traslaciones independientes.
Cada símbolo corresponde a una transformación distinta:
- Un entero n a la izquierda de un asterisco indica un movimiento de rotación de orden n alrededor de un punto de giro.
- Un número entero n a la derecha de un asterisco indica una transformación de orden 2n que gira alrededor de un punto caleidoscópico y se refleja a través de una línea (o plano).
- Un {\displaystyle \times } indica un reflejo respecto a un plano.
- El símbolo {\displaystyle \infty } indica simetría rotacional infinita alrededor de una línea. Solo puede ocurrir para grupos en negrita. Por abuso de lenguaje, se suele decir que tal grupo es un subgrupo de simetrías del plano euclídeo con una sola traslación independiente. Los frisos se generan de esta manera.
- El símbolo excepcional o indica que existen precisamente dos traslaciones linealmente independientes.

### Orbifoldsbuenos
Un símbolo orbifold se denomina bueno si no es uno de los siguientes: p, pq, *p, *pq, para p, q ≥ 2 y p ≠ q.

## Quiralidad y aquiralidad
Un objeto es quiral si su grupo de simetría no contiene reflexiones; de lo contrario se denomina aquiral. El orbifold correspondiente es orientable en el caso quiral y no orientable en el caso contrario.

## La característica de Euler y el orden
La característica de Euler de un orbifold se puede leer a partir de su símbolo de Conway, de la siguiente manera. Cada característica tiene un valor:
- n sin o antes de un asterisco cuenta como {\displaystyle {\frac {n-1}{n}}}
- n después de un asterisco cuenta como {\displaystyle {\frac {n-1}{2n}}}
- Un asterisco y {\displaystyle \times } cuentan como 1
- o cuenta como 2.

Restar la suma de estos valores de 2 da la característica de Euler.
Si la suma de los valores de las características es 2, el orden es infinito, es decir, la notación representa un grupo de papel pintado o un grupo de frisos. De hecho, el "Teorema Mágico" de Conway indica que los 17 grupos del papel pintado son exactamente aquellos con la suma de los valores de las características igual a 2. De lo contrario, el orden es 2 dividido por la característica de Euler.

## Grupos isomorfos
Los siguientes grupos son isomorfos:
- 1* y *11
- 22 y 221
- *22 y *221
- 2* y 2*1.

Esto se debe a que la rotación de 1 vez es la rotación "vacía".

## Grupos bidimensionales
La simetría de un objeto bidimensional sin simetría de traslación se puede describir mediante el tipo de simetría 3D, agregando una tercera dimensión al objeto que no altera su simetría plana. Por ejemplo, para una imagen 2D se puede considerar una caja de cartón con esa imagen mostrada en uno de sus lados; la forma del soporte debe ser tal que no altere la simetría, o puede imaginarse que es infinita. Así, se tiene n• y *n•. El círculo negro (•) se agrega en grupos de una y dos dimensiones para implicar la existencia de un punto fijo. En tres dimensiones, estos grupos existen en un orbifold digonal de multiplicidad n y se representan como nn y *nn.
De manera similar, una imagen unidimensional se puede dibujar horizontalmente en una pieza de cartón, con la previsión de evitar una simetría adicional con respecto a la línea de la imagen, por ejemplo dibujando una barra horizontal debajo de la imagen. Así, los grupos de simetría en una dimensión discretos son *•, *1•, ∞• y *∞•.
Otra forma de construir un objeto 3D a partir de un objeto 1D o 2D para describir la simetría es tomar el producto cartesiano del objeto y por un objeto asimétrico 2D o 1D, respectivamente.

## Tablas de correspondencia

### Esfera
| (*11), C1v= Cs   | (*22), C2v  | (*33), C3v  | (*44), C4v  | (*55), C5v  | (*66), C6v  |
| ---------------- | ----------- | ----------- | ----------- | ----------- | ----------- |
| Orden 2          | Orden 4     | Orden 6     | Orden 8     | Orden 10    | Orden 12    |
| (*221), D1h= C2v | (*222), D2h | (*223), D3h | (*224), D4h | (*225), D5h | (*226), D6h |
| Orden 4          | Orden 8     | Orden 12    | Orden 16    | Orden 20    | Orden 24    |
| (*332), Td       | (*332), Td  | (*432), Oh  | (*432), Oh  | (*532), Ih  | (*532), Ih  |
| Orden 24         | Orden 24    | Orden 48    | Orden 48    | Orden 120   | Orden 120   |

| Signatura orbifold                         | Coxeter            | Schönflies         | Hermann-Mauguin    | Orden              |
| Grupos poliédricos                         | Grupos poliédricos | Grupos poliédricos | Grupos poliédricos | Grupos poliédricos |
| ------------------------------------------ | ------------------ | ------------------ | ------------------ | ------------------ |
| *532                                       | [3,5]              | Ih                 | 53m                | 120                |
| 532                                        | [3,5]+             | I                  | 532                | 60                 |
| *432                                       | [3,4]              | Oh                 | m3m                | 48                 |
| 432                                        | [3,4]+             | O                  | 432                | 24                 |
| *332                                       | [3,3]              | Td                 | 43m                | 24                 |
| 3*2                                        | [3+,4]             | Th                 | m3                 | 24                 |
| 332                                        | [3,3]+             | T                  | 23                 | 12                 |
| Grupos diédrico y cíclicos: n= 3, 4, 5 ... |                    |                    |                    |                    |
| *22n                                       | [2,n]              | Dnh                | n/mmm o 2nm2       | 4n                 |
| 2*n                                        | [2+,2n]            | Dnd                | 2n2m o nm          | 4n                 |
| 22n                                        | [2,n]+             | Dn                 | n2                 | 2n                 |
| *nn                                        | [n]                | Cnv                | nm                 | 2n                 |
| n*                                         | [n+,2]             | Cnh                | n/m o 2n           | 2n                 |
| n×                                         | [2+,2n+]           | S2n                | 2n o n             | 2n                 |
| nn                                         | [n]+               | Cn                 | n                  | n                  |
| Casos especiales                           |                    |                    |                    |                    |
| *222                                       | [2,2]              | D2h                | 2/mmm o 22m2       | 8                  |
| 2*2                                        | [2+,4]             | D2d                | 22m o 2m           | 8                  |
| 222                                        | [2,2]+             | D2                 | 22                 | 4                  |
| *22                                        | [2]                | C2v                | 2m                 | 4                  |
| 2*                                         | [2+,2]             | C2h                | 2/m o 22           | 4                  |
| 2×                                         | [2+,4+]            | S4                 | 2 o 2              | 4                  |
| 22                                         | [2]+               | C2                 | 2                  | 2                  |
| *22                                        | [1,2]              | D1h= C2v           | 1/mmm o 21m2       | 4                  |
| 2*                                         | [2+,2]             | D1d= C2h           | 212m o 1m          | 4                  |
| 22                                         | [1,2]+             | D1= C2             | 12                 | 2                  |
| *1                                         | [ ]                | C1v= Cs            | 1m                 | 2                  |
| 1*                                         | [2,1+]             | C1h= Cs            | 1/m o 21           | 2                  |
| 1×                                         | [2+,2+]            | S2= Ci             | 21 o 1             | 2                  |
| 1                                          | [ ]+               | C1                 | 1                  | 1                  |

### Plano euclídeo

#### Grupos de frisos
| IUC  | Cox.      | Schön.*       | Diagrama,§ orbifold | Ejemplos y apodos de Conway    | Descripción |
| ---- | --------- | ------------- | ------------------- | ------------------------------ | --- |
| p1   | [∞]+ ·    | C∞ Z∞         | ∞∞                  | F F F F F F F F hop            | (T) Traslaciones solo: Este grupo se genera individualmente, mediante una traslación por la distancia más pequeña sobre la cual el patrón es periódico. |
| p11g | [∞+,2+] · | S∞ Z∞         | ∞×                  | Γ L Γ L Γ L Γ L step           | (TG) Reflexiones deslizadas y Traslaciones: Este grupo se genera individualmente, mediante una reflexión deslizada, y las traslaciones se obtienen combinando dos reflexiones deslizadas.                                                                                                |
| p1m1 | [∞] ·     | C∞v Dih∞      | *∞∞                 | Λ Λ Λ Λ Λ Λ Λ Λ sidle          | (TV) Líneas Verticales de reflexión y Traslaciones: El grupo es el mismo que el grupo no trivial en el caso unidimensional; se genera por una traslación y una reflexión respecto al eje vertical.                                                                                       |
| p2   | [∞,2]+ ·  | D∞ Dih∞       | 22∞                 | S S S S S S S S spinning hop   | (TR) Traslaciones y Rotaciones de 180°: El grupo se genera mediante una traslación y una rotación de 180°. |
| p2mg | [∞,2+] ·  | D∞d Dih∞      | 2*∞                 | V Λ V Λ V Λ V Λ spinning sidle | (TRVG) Líneas de reflexión Verticales, Reflexiones con deslizamiento, Traslaciones y Rotaciones de 180°: Las traslaciones aquí surgen de las reflexiones de deslizamiento, por lo que este grupo es generado por una reflexión de deslizamiento y una rotación o una reflexión vertical. |
| p11m | [∞+,2] ·  | C∞h Z∞×Dih1   | ∞*                  | B B B B B B B B jump           | (THG) Traslaciones, reflexiones Horizontales, reflexiones con Deslizamiento: Este grupo es generado por una traslación y la reflexión en el eje horizontal. La reflexión de deslizamiento aquí surge como la composición de la traslación y la reflexión horizontal.                     |
| p2mm | [∞,2] ·   | D∞h Dih∞×Dih1 | *22∞                | H H H H H H H H spinning jump  | (TRHVG) Líneas de reflexión Horizontales y Verticales, Traslaciones y Rotaciones de 180°: Este grupo requiere tres generadores, con un conjunto generador que consiste en una traslación, la reflexión en el eje horizontal y una reflexión en el eje vertical.                          |

*La notación de grupo de puntos de Schönflies se extiende aquí como casos infinitos de las simetrías de puntos diédricos equivalentes.
§El diagrama muestra un dominio fundamental en amarillo, con líneas de reflexión en azul, líneas de reflexión de deslizamiento en verde punteado, normales de traslación en rojo y puntos de giro dobles como pequeños cuadrados verdes.

#### Grupos del papel pintado
| (*442), p4m | (4*2), p4g |
| ----------- | ---------- |
|             |            |
| (*333), p3m | (632), p6  |
|             |            |

| Signatura Orbifold | Coxeter     | Hermann- Mauguin | Speiser Niggli | Polya Guggenhein | Fejes Toth Cadwell |
| ------------------ | ----------- | ---------------- | -------------- | ---------------- | ------------------ |
| *632               | [6,3]       | p6m              | C(I)6v         | D6               | W16                |
| 632                | [6,3]+      | p6               | C(I)6          | C6               | W6                 |
| *442               | [4,4]       | p4m              | C(I)4          | D*4              | W14                |
| 4*2                | [4+,4]      | p4g              | CII4v          | Do4              | W24                |
| 442                | [4,4]+      | p4               | C(I)4          | C4               | W4                 |
| *333               | [3[3]]      | p3m1             | CII3v          | D*3              | W13                |
| 3*3                | [3+,6]      | p31m             | CI3v           | Do3              | W23                |
| 333                | [3[3]]+     | p3               | CI3            | C3               | W3                 |
| *2222              | [∞,2,∞]     | pmm              | CI2v           | D2kkkk           | W2                 |
| 2*22               | [∞,2+,∞]    | cmm              | CIV2v          | D2kgkg           | W12                |
| 22*                | [(∞,2)+,∞]  | pmg              | CIII2v         | D2kkgg           | W32                |
| 22×                | [∞+,2+,∞+]  | pgg              | CII2v          | D2gggg           | W42                |
| 2222               | [∞,2,∞]+    | p2               | C(I)2          | C2               | W2                 |
| **                 | [∞+,2,∞]    | pm               | CIs            | D1kk             | W21                |
| *×                 | [∞+,2+,∞]   | cm               | CIIIs          | D1kg             | W1                 |
| ××                 | [∞+,(2,∞)+] | pg               | CII2           | D1gg             | W31                |
| o                  | [∞+,2,∞+]   | p1               | C(I)1          | C1               | W1                 |

### Plano hiperbólico
| Ejemplo de triángulos rectángulos (*2pq) | Ejemplo de triángulos rectángulos (*2pq) | Ejemplo de triángulos rectángulos (*2pq) | Ejemplo de triángulos rectángulos (*2pq) | Ejemplo de triángulos rectángulos (*2pq) |
| ---------------------------------------- | ---------------------------------------- | ---------------------------------------- | ---------------------------------------- | ---------------------------------------- |
| *237                                     | *238                                     | *239                                     | *23∞                                     |                                          |
| *245                                     | *246                                     | *247                                     | *248                                     | *∞42                                     |
| *255                                     | *256                                     | *257                                     | *266                                     | *2∞                                      |
| Ejemplo de triángulos generales (*pqr)   |                                          |                                          |                                          |                                          |
| *334                                     | *335                                     | *336                                     | *337                                     | *33∞                                     |
| *344                                     | *366                                     | *3∞                                      | *63                                      | *∞3                                      |
| Ejemplo de polígonos mayores (*pqrs...)  |                                          |                                          |                                          |                                          |
| *2223                                    | *(23)2                                   | *(24)2                                   | *34                                      | *44                                      |
| *25                                      | *26                                      | *27                                      | *28                                      |                                          |
| *222∞                                    | *(2∞)2                                   | *∞4                                      | *2∞                                      | *∞                                       |

Unos primeros grupos hiperbólicos, ordenados por su característica de Euler son:
| −1/χ          | Orbifold                                                                      | Coxeter                                                                                                 |
| ------------- | ----------------------------------------------------------------------------- | --- |
| 84            | *237                                                                          | [7,3]                                                                                                   |
| 48            | *238                                                                          | [8,3]                                                                                                   |
| 42            | 237                                                                           | [7,3]+                                                                                                  |
| 40            | *245                                                                          | [5,4]                                                                                                   |
| 36–26.4       | *239, *2 3 10                                                                 | [9,3], [10,3]                                                                                           |
| 26.4          | *2 3 11                                                                       | [11,3]                                                                                                  |
| 24            | *2 3 12, *246, *334, 3*4, 238                                                 | [12,3], [6,4], [(4,3,3)], [3+,8], [8,3]+                                                                |
| 22.3–21       | *2 3 13, *2 3 14                                                              | [13,3], [14,3]                                                                                          |
| 20            | *2 3 15, *255, 5*2, 245                                                       | [15,3], [5,5], [5+,4], [5,4]+                                                                           |
| 19.2          | *2 3 16                                                                       | [16,3]                                                                                                  |
| 18 2⁄3        | *247                                                                          | [7,4]                                                                                                   |
| 18            | *2 3 18, 239                                                                  | [18,3], [9,3]+                                                                                          |
| 17.5–16.2     | *2 3 19, *2 3 20, *2 3 21, *2 3 22, *2 3 23                                   | [19,3], [20,3], [20,3], [21,3], [22,3], [23,3]                                                          |
| 16            | *2 3 24, *248                                                                 | [24,3], [8,4]                                                                                           |
| 15            | *2 3 30, *256, *335, 3*5, 2 3 10                                              | [30,3], [6,5], [(5,3,3)], [3+,10], [10,3]+                                                              |
| 14 2⁄5–13 1⁄3 | *2 3 36 ... *2 3 70, *249, *2 4 10                                            | [36,3] ... [60,3], [9,4], [10,4]                                                                        |
| 13 1⁄5        | *2 3 66, 2 3 11                                                               | [66,3], [11,3]+                                                                                         |
| 12 8⁄11       | *2 3 105, *257                                                                | [105,3], [7,5]                                                                                          |
| 12 4⁄7        | *2 3 132, *2 4 11 ...                                                         | [132,3], [11,4], ...                                                                                    |
| 12            | *23∞, *2 4 12, *266, 6*2, *336, 3*6, *344, 4*3, *2223, 2*23, 2 3 12, 246, 334 | [∞,3] [12,4], [6,6], [6+,4], [(6,3,3)], [3+,12], [(4,4,3)], [4+,6], [∞,3,∞], [12,3]+, [6,4]+ [(4,3,3)]+ |
| ...           |                                                                               | |